# 加里·埃爾文
加里·埃爾文（英語：Gary Irvine；1985年3月17日—）是一位蘇格蘭足球運動員。在場上的位置是後衛。他現在效力於蘇格蘭足球超級聯賽球隊鄧迪足球俱樂部。他也代表蘇格蘭U19國家足球隊參賽。

## 外部連結
- Gary Irvine profile Dundee official website
- 足球数据库：加里·埃爾文的球员统计数据
- 足球数据库：加里·埃爾文的球员统计数据 1 Ross County appearance in 2006–07